# Dyskobolia Grodzisk Wielkopolski

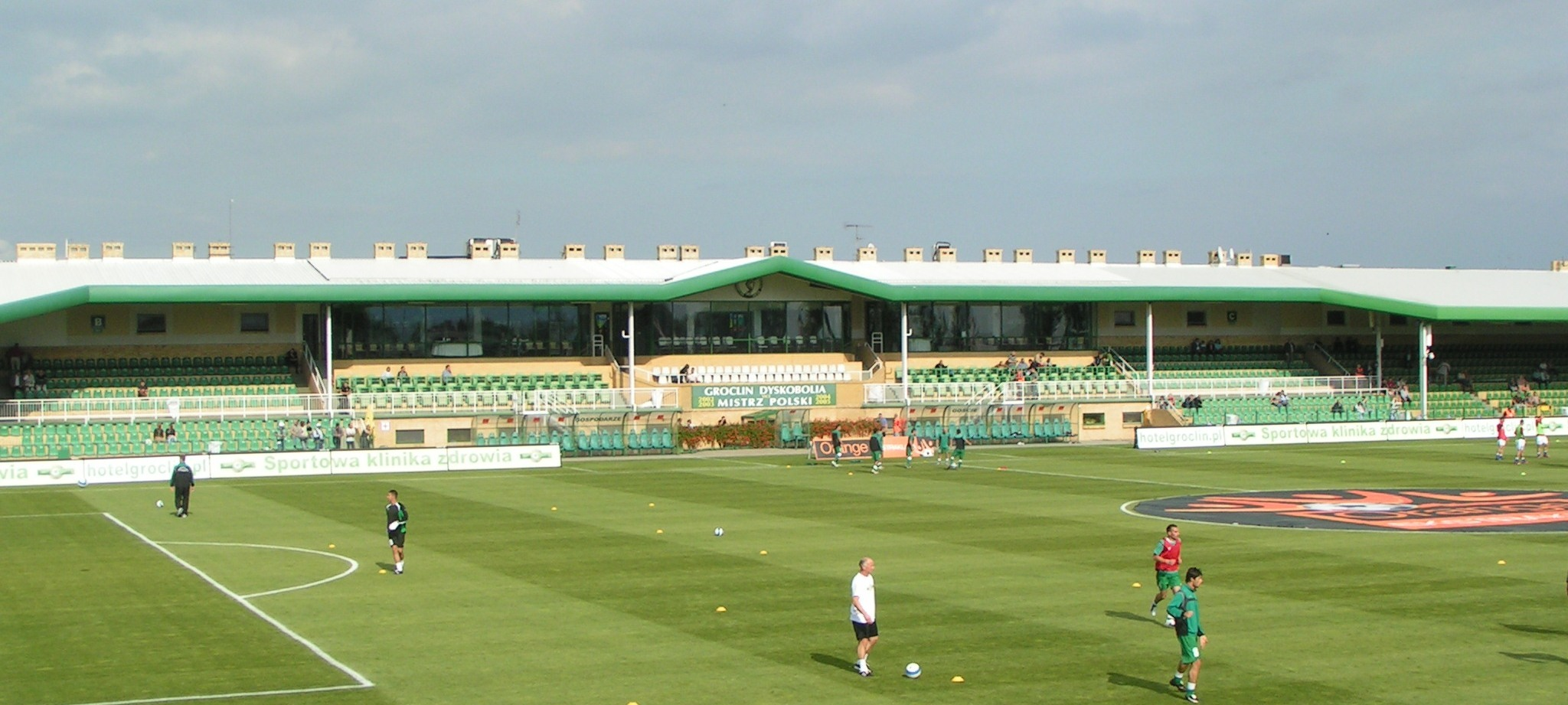
Stadion Dyskobolii.

El Dyskobolia Grodzisk Wielkopolski fue un equipo de fútbol de la ciudad de Grodzisk Wielkopolski, en Polonia. Fue fundado en 1922. Hasta 2008 militó en la Ekstraklasa. En 2008 fue fusionado con el Polonia Varsovia y el nuevo equipo del Dyskobolia va a jugar en la tercera división polaca; los jugadores del equipo de la temporada 2007-2008 ficharon por el Polonia.

## Entrenadores
- Wojciech Wąsikiewicz (1985-1990)
- Marcin Bochynek (1998-1999)
- Jerzy Kasalik (1999)
- Janusz Bialek (1999-2001)
- Edward Lorens (2001)
- Bogusław Kaczmarek (2001-2003)
- Dušan Radolský (2003-2005)
- Werner Lička (2005-2006)
- Maciej Skorża (2006-2007)
- Jacek Zieliński (2007-2008)

## Palmarés

### Torneos nacionales
- Copa de Polonia (1): 2005,[2] 2007
- Copa de la Liga (o Copa de la Ekstraklasa): 2007, 2008

## Participación en competiciones de la UEFA
| Temporada | Torneo             | Ronda              | Club                     | Resultado |
| --------- | ------------------ | ------------------ | ------------------------ | --------- |
| 2001      | UEFA Intertoto Cup | 1                  | PFC Spartak Varna        | 1-0, 0-4  |
| 2003/04   | UEFA Cup           | Clasificatoria     | FK Atlantas              | 2-0, 4-1  |
| 2003/04   | UEFA Cup           | 1                  | Hertha BSC Berlin        | 0-0, 1-0  |
| 2003/04   | UEFA Cup           | 2                  | Manchester City FC       | 1-1, 0-0  |
| 2003/04   | UEFA Cup           | 3                  | FC Girondins de Bordeaux | 0-1, 1-4  |
| 2005/06   | UEFA Cup           | 2.ª Clasificatoria | FK Dukla Banská Bystrica | 4-1, 0-0  |
| 2005/06   | UEFA Cup           | 1                  | RC Lens                  | 1-1, 2-4  |
| 2007/08   | UEFA Cup           | 1.ª Clasificatoria | FK MKT Araz Imisli       | 0-0, 1-0  |
| 2007/08   | UEFA Cup           | 2.ª Clasificatoria | Tobol Kostanay           | 1-0, 2-0  |
| 2007/08   | UEFA Cup           | 1                  | Crvena Zvezda            | 0-1, 0-1  |